# Hartmann Schmige
Hartmann Friedrich Reiner Schmige (* 11. November 1944 in Braunau, Reichsgau Sudetenland) ist ein deutscher Schriftsteller, der Drehbücher, Romane und Theaterstücke schreibt. Er ist Gründungsmitglied des Verbands Deutscher Drehbuchautoren.

## Biographie
Hartmann Schmige wurde als erstes von zwei Kindern des Journalisten und Unternehmensberaters Georg Schmige und seiner ersten Frau Hildegard, geb. Köhler, in Braunau (heute Broumov/Tschechien) im damaligen Reichsgau Sudetenland geboren. Er entstammt einer Breslauer Kaufmannsfamilie und ist Nachfahre des Mannheimer Unternehmers und Gründers der Badischen Anilin- & Soda-Fabrik AG (BASF) Friedrich Engelhorn. Schmige wuchs in Mannheim auf, wo sein Vater als Werbeberater für das Pharmaunternehmen Boehringer arbeitete. Nach dem Abitur studierte Schmige Publizistik, Soziologie und Politikwissenschaften in Freiburg, München und Berlin. In Berlin leitete er am Institut für Publizistik unter Harry Pross das Filmlabor. Sein Studium schloss er 1974 mit einer Magisterarbeit über die Theorien der Filmmontage bei Eisenstein, Kracauer und Bazin ab.
Seit 1975 ist Hartmann Schmige freiberuflicher Autor und Regisseur. Schmige schrieb zunächst Drehbücher für Spielfilmkomödien. Der mit dem Filmband in Silber ausgezeichnete Kurzspielfilm Valse Triste entstand in Zusammenarbeit mit Christian Rateuke und Stefan Lukschy. Zusammen mit Rateuke schrieb er den Spielfilm Der Mann im Pyjama, für den Hauptdarsteller Otto Sander den Ernst-Lubitsch-Preis bekam. Es folgten, wieder in Zusammenarbeit mit Rateuke, die Drehbücher für einige Spielfilme mit Dieter Hallervorden, unter anderem Didi – Der Doppelgänger.
1986 gründete Schmige mit einer Handvoll anderer Autoren die Arbeitsgemeinschaft der Drehbuchautoren, aus der dann der Verband Deutscher Drehbuchautoren hervorging, in dem er von 1986 bis 1999 im Vorstand tätig war. Seit 2016 ist Schmige Ehrenmitglied. Schmige setzt sich insbesondere dafür ein, dass die Drehbuchautoren als gleichberechtigte Schöpfer neben den Regisseuren anerkannt werden. Seit Ende der achtziger Jahre betätigt sich Schmige auch im Krimifach. Hier entstanden in enger Zusammenarbeit mit Regisseur Michael Lähn die Fernsehfilme Der Lockspitzel, Die Zeugin, Rotlicht und Der Mörder und die Hure, der nach Motiven von „Schuld und Sühne“ von Fjodor Michailowitsch Dostojewski entstand. Schmige war und ist weiterhin auch Autor bei vielen Reihen und Serien. Dazu zählen unter anderem Wolffs Revier, Der Ermittler, Ein Fall für zwei, A.S. – Gefahr ist sein Geschäft, Ein Mord für Quandt, Der Staatsanwalt, Sperling, Doppelter Einsatz und Tatort.
Hartmann Schmige ist auch als Roman- und Theaterautor tätig. Mittlerweile hat er fünf Kriminalromane geschrieben. Für das Musiktheater war er 1980 als Co-Librettist und 1987 als Co-Autor für den Komponisten W.D. Siebert bei dessen Oper Untergang der Titanic und dem Musical Schlemihl tätig, deren Uraufführungen an der Deutschen Oper Berlin und dem Theater des Westens stattfanden. Die Titanic wird seitdem immer wieder an deutschen und ausländischen Theatern aufgeführt. Seine Kriminalkomödie Mörder und Mörderinnen (2017) wurde in einer Bearbeitung für die Bühne von Februar 2019 bis Juni 2019 am Schloßpark Theater in Berlin aufgeführt. Darin nimmt er auf humoristische Weise Bezug auf die „Gendersprachregelungen“.
Schmige ist seit 1982 mit Sanna Alajoki-Schmige (* 1955) verheiratet. Er lebt in Berlin und zeitweilig in Finnland, der Heimat seiner Frau. Zudem hält er sich gelegentlich in den USA auf, wo sein Sohn Maximilian Schmige (* 1982) als Director of Photography arbeitet.

## Filmografie (Auswahl)

### Drehbuch

#### Fernsehen (Serie und Reihe)
- 1991–1993: Der Hausgeist 21 Folgen
- 1994–1996: A.S. – Gefahr ist sein Geschäft, 11 Folgen
- 1996–1997: Ein Mord für Quandt, 6 Folgen
- 1999: Sperling und das große Ehrenwort
- 1992–2000: Wolffs Revier, 14 Folgen
- 2000–2002: Der Ermittler, 2 Folgen
- 2002: Doppelter Einsatz – Herz der Finsternis
- 2004: Tatort – Der vierte Mann
- 2005: Unter weißen Segeln – Abschiedsvorstellung
- 2006: Im Namen des Gesetzes – Vertrauensbruch
- 2008: Tatort – Tod einer Heuschrecke
- 2000–2010: Ein Fall für zwei, 6 Folgen
- 2013: Küstenwache – Wink des Schicksals
- 2012–2014: Der Staatsanwalt – 2 Folgen

#### Fernsehfilm
- 1988: Der Goldjunge
- 1988: Der Lockspitzel
- 1992: Die Zeugin
- 1992: Rotlicht
- 1996: Bei Aufschlag Mord
- 1996: Der Mörder und die Hure
- 1997: Der Doppelgänger
- 2001: Engel sucht Flügel

#### Kinofilm
- 1976: Krawatten für Olympia
- 1981: Der Mann im Pyjama
- 1982: Wer spinnt denn da, Herr Doktor?
- 1983: Der Schnüffler
- 1984: Didi – Der Doppelgänger
- 1985: Didi und die Rache der Enterbten
- 1987: A.D.A.M.
- 1988: Didi – Der Experte

### Regie
- 1981: Der Mann im Pyjama (Drehbuch und Regie: Hartmann Schmige und Christian Rateuke)
- 1982: Der Träumer
- 1985: Didi – Der Untermieter (Folge 7, „Der Sensationsreporter“)

## Andere Werke

### Bücher
- Eisenstein, Bazin, Kracauer. Zur Theorie der Filmmontage. 2. Auflage. Medienladen, Hamburg 1977; Neuauflage: Selbstverlag Hartmann Schmige, Berlin 2020 (Zugleich Magisterarbeit Freie Universität Berlin 1974).
- Lilo, Mein Mörder und Ich. Kriminalkomödie. Eigenverlag, Berlin 2012.
- Die Entführung der Lena D. Kriminalroman. Eigenverlag, Berlin 2014.
- Mörder und Mörderinnen. Kriminalkomödie. Eigenverlag, Berlin 2017.
- Ich kenne den Mörder. Kriminalroman. Eigenverlag, Berlin 2020.
- Detektiv Knarr: Mörderjagd mit Hexenschuss. Eigenverlag, Berlin 2022

### Theaterstücke
- Mörder und Mörderinnen. Uraufführung: 9. Februar 2019. Schlosspark Theater Berlin.
- Schlemihl. Musical-Buch. 1987 (zusammen mit Christian Rateuke; Musik von Wilhelm Dieter Siebert).
- Untergang der Titanic. Opern-Libretto. 1980 (zusammen mit Christian Rateuke und dem Komponisten Wilhelm Dieter Siebert).